# Daniele Bennati
Daniele Bennati (n. 24 de setembro, 1980 em Arezzo) é um ciclista profissional italiano que participa de competições de ciclismo de estrada.
Corre pela Lampre desde 2005, sendo um puro sprinter e defende-se bem nos paralelos.
Comecou a sua carreira como profissional em 2002 correndo pela Acqua & Sapone-Cantina Tollo conquistando duas etapas ao longo da epoca na 1ª etapa do Tour of Austria e na 5ª etapa do Regio-Tour.
Devido à sua capacidade, a Domina Vacanze-Elitron contratou Bennati em 2003 tendo ganho a 3ª etapa da Volta à Polónia e a 5ª etapa da Volta ao Mediterrâneo.
As suas prestações atrairam equipas de maior dimensão, e em 2004 Bennati transfere-se para a Phonak Hearing Systems, onde nunca ganhou uma etapa devido ao facto da equipa estar montada para a montanha.
A Lampre-Caffita (Lampre-Fondital hoje em dia) sabia que havia muito talento em Bennati, e em 2005 muitas vitórias conquistou ele. Na Volta à Polónia ganhou a 2ª e 4ª etapa na Deutschland-Tour ganhou a 3ª, a 5ª e a 9ª etapa tendo assim ganho a classificação dos pontos. O Giro di Toscana também foi "vitima" do triunfo de Bennati.
Teve um 2º lugar no Paris-Tours e um 3º numa corrida de paralelos, a Gent-Wevelgem e um 4º no GP Ouest France-Plouay.
Em 2006 venceu a 2ª e a 4ª etapa da Volta à Polónia e até chegou a vestir de amarelo 2 dias. Ganhou a 7ª etapa da Volta a Cataluña e na Volta à Suíça foi vencedor da classificação dos pontos.
Venceu nesse ano também o Giro del Piemonte, o GP Cita di Misano-Adriatico, o GP Industria & Commercio di Prato e o Mercatone Uno-Memorial Pantani.
Mas foi em 2007 que conseguiu os seus dois melhores feitos, tendo vencido 2 etapas no Tour de France, uma alcancada numa fuga à etapa 17 e a outra na última etapa no Champs-Élysées, onde derrotou toda a concorrência.